# 宽翅橐吾
宽翅橐吾（学名：Ligularia pterodonta）为菊科橐吾属的植物，是中国的特有植物。分布在中国大陆的西藏等地，生长于海拔4,000米的地区，一般生于灌丛边缘，目前尚未由人工引种栽培。